# 'Neile Alina 'Mantoa Fanana
'Neile Alina 'Mantoa Fanana, née en 1945, est une avocate du Lesotho. Elle est nommée ombudsman du Lesotho en 2010, et est la première femme juriste du pays.

## Biographie
'Neile Alina 'Mantoa Fanana est née en 1945. Fanana obtient un bachelor of Arts en droit à l'Université nationale du Lesotho en 1980. Elle fréquente ensuite l'Université d'Édimbourg au Royaume-Uni où elle obtient un bachelor of Laws et un Master of Philosophy. Fanana enseigne ensuite à l'Université nationale et reçoit une formation complémentaire, notamment en droit international relatif aux droits de l'homme, droit international humanitaire et résolution de conflit. En 1989, elle présente un document sur le traitement des femmes dans le cadre du droit des successions du Lesotho lors d'un séminaire juridique régional.
Après les élections générales de 1993 au Lesotho, Fanana travaille avec le ministère de la justice, des droits de l'homme et des services correctionnels pour améliorer l'administration et réduire la corruption. Elle contribue également à la mise en place d'une nouvelle législation visant à améliorer les droits des femmes et des enfants et à restreindre le blanchiment d'argent et la corruption. Fanana est nommée conseillère du roi en 2009, un statut conféré aux juristes éminents du commonwealth. En 2010, Fanana devient doyenne et pro-vice-chancelière de l'Université nationale. Elle écrit pour le Lesotho Law Journal sur les droits des citoyens en vertu de la Charte africaine des droits de l'homme et des peuples, les droits des femmes et le dualisme en droit,.
Fanana est nommée ombudsman du Lesotho par le roi Letsie III le 14 octobre 2010. Elle est la troisième personne à occuper cette fonction et la première femme,. Elle  commence son mandat de quatre ans le 30 novembre, remplaçant Sekara Mafisa qui a servî deux mandats complets. Ses fonctions consistent à enquêter sur les plaintes déposées par les citoyens contre les membres du gouvernement ou leurs cabinets. Ce mandat prend fin le 31 novembre 2014 et elle est remplacée par une autre avocate, Leshele Abel Thoahlane.